# Toon Gerbrands
Antonius Hermanus Everardus Maria (Toon) Gerbrands (Sneek, 31 oktober 1957) is een Nederlands sportcoach, manager en schrijver.

## Biografie
Gerbrands was jarenlang actief als volleyballer, waarvan acht jaar in de eredivisie en eerste divisie. Vervolgens werd hij volleybalcoach. Onder zijn leiding haalden volleybalbalteams vier landstitels. Gerbrands trainde jeugdselecties bij de NeVoBo en zou bondscoach van de vrouwen worden. Maar de speelsters staken daar een stokje voor. Daarop werd hij coach van de Nederlandse heren die een Europese titel behaalden en zich voor de Olympische Zomerspelen 2000 in Sydney plaatsten.
Hij was naast sportcoach ook manager en directeur van de DSB-schaatsploeg.

### AZ
In 2002 werd Gerbrands algemeen directeur van de voetbalclub AZ. Op 14 april 2014 maakte hij bekend per 1 september van dat jaar zijn functie neer te leggen. In deze periode verhuisde AZ naar het AFAS Stadion en behaalde de club de landstitel van 2009, de KNVB Beker van 2013 en de Johan Cruijff Schaal van 2009. Daarnaast speelde de club negenmaal Europees voetbal. Ook maakte hij de val mee van eigenaar Dirk Scheringa.

### PSV
Op 28 april 2014, twee weken nadat Gerbrands bekend had gemaakt zijn functie bij AZ neer te leggen, maakte PSV bekend dat hij per 1 juli 2014 Tiny Sanders opvolgde als algemeen directeur. Hij tekende hier een contract voor vier jaar. Onder Gerbrands werd PSV in zowel 2014/15 als 2015/16 landskampioen. In 2015/16 plaatste de club zich bovendien voor het eerst sinds 2006/07 voor de achtste finales van de Champions League. Gerbrands verlengde in mei 2016 zijn contract bij PSV tot medio 2022. Aan het eind van seizoen 2021/22 vertrok hij bij PSV als algemeen directeur en werd hij opgevolgd door Marcel Brands. Op 25 mei 2022 werd hij benoemd tot erelid van PSV. Op 1 juni 2022 werd hij benoemd tot ereburger van Eindhoven.

### NAC
Met ingang van 1 september 2022 werd Gerbrands voor onbepaalde tijd door NAC Breda aangenomen als externe adviseur. Hij is betrokken bij de wederopbouw en herstructurering van de club. Hij leidt de zoektocht naar een nieuwe directie en speelt een rol bij het aanstellen van een nieuw stichtingsbestuur. Hij heeft de opdracht om een gezonde bedrijfscultuur te handhaven en de eerste bouwstenen te leggen om de sportieve doelstellingen op termijn weer te kunnen nastreven, namelijk een terugkeer naar de Eredivisie. Enkele weken na de bewerkstelligde promotie in 2024 werd bekend dat Gerbrands de club zou verlaten.

### Vitesse
Naast zijn activiteiten bij NAC Breda ging Gerbrands in april 2023 ook tijdelijk als adviseur aan de slag bij Vitesse. Hier zou hij interim-directeur Peter Rovers en de rest van de organisatie ondersteunen tijdens een lastige periode voor de Arnhemmers. Ondanks zijn activiteiten voor Vitesse bleef Gerbrands betrokken bij NAC, waar hij zijn verblijf reeds had verlengd.